# Fezna
Fezna (en àrab فزنا, Faznā; en amazic ⴼⵣⵏⴰ) és una comuna rural de la província d'Errachidia, a la regió de Drâa-Tafilalet, al Marroc. Segons el cens de 2014 tenia una població total de 4.477 persones.